# Cratoptera aurantiacata
Cratoptera aurantiacata är en fjärilsart som beskrevs av Charles Oberthür 1912. Cratoptera aurantiacata ingår i släktet Cratoptera och familjen mätare. Inga underarter finns listade i Catalogue of Life.